# 2000년 태풍
2000년에는 5월 7일에 제1호 태풍 담레이가 발생한 것을 시작으로, 연말까지 총 23개의 태풍이 발생하였다. 평균적으로 1년 동안 태풍 발생 개수가 25.4개인 것과 비교하면 낮은 수치이다. 특이하게도 아시아 태풍 위원회의 이름을 쓰기 시작한 첫 해라는 것을 감안하였는지 2000년에 공식적으로 제명된 태풍은 존재하지 않는다. 이 중 100여명 이상의 인명 피해를 낸 태풍이 최소 1개 이상 확인되었음에도 불구하고 제명 시도가 이루어지지 않았다.

## 통계
이 문서에서는 2000년에 발생한 태풍들의 활동에 대해 기록하였다.
2000년에는 5월 7일에 제1호 태풍 담레이가 발생한 것을 시작으로, 연말까지 총 23개의 태풍이 발생하였다. 평균적으로 1년 동안 태풍 발생 개수가 25.4개인 것과 비교하면 낮은 수치이다.

### 월별 태풍 발생 개수
2000년 기록과 30년 평균 기록의 비교
| -                              | 1월       | 2월       | 3월       | 4월       | 5월       | 6월       | 7월       | 8월        | 9월        | 10월       | 11월       | 12월       |
| ------------------------------ | --------- | --------- | --------- | --------- | --------- | --------- | --------- | ---------- | ---------- | ---------- | ---------- | ---------- |
| 2000년 (누적)                  | 0 (0)     | 0 (0)     | 0 (0)     | 0 (0)     | 2 (2)     | 0 (2)     | 5 (7)     | 6 (13)     | 5 (18)     | 2 (20)     | 2 (22)     | 1 (23)     |
| 30년 평균 1981년~2010년 (누적) | 0.3 (0.3) | 0.1 (0.4) | 0.3 (0.7) | 0.6 (1.3) | 1.0 (2.3) | 1.7 (4.0) | 3.6 (7.6) | 5.8 (13.4) | 4.9 (18.3) | 3.6 (21.9) | 2.3 (24.2) | 1.2 (25.4) |

## 활동한 태풍

### 제1호 태풍 돔레이(담레이)
2000년 태풍 중 첫 번째로 카테고리 5등급에 달하는 태풍이다.

### 제20호 태풍 샹산(상산)
싱가포르 항공 006편 추락 사고